# 波焦雷阿莱
波焦雷阿莱（義大利語：Poggioreale），是意大利西西里大区特拉帕尼省的一个市镇。总面积37.62平方公里，人口1600人，人口密度42.5人/平方公里（2009年）。ISTAT代码为081016。